# 鞍斑糙鮋
鞍斑糙鮋，為輻鰭魚綱鮋形目鮋亞目平鮋科的其中一種，為深海魚類，分布於印度洋西南部海域，棲息深度602-1080公尺，體長可達21.9公分，棲息在底層水域，生活習性不明。

## 扩展阅读
維基物種上的相關：鞍斑糙鮋